# Waldemaro Bartolozzi
Pour les articles homonymes, voir Bartolozzi.
Waldemaro Bartolozzi, né le 26 octobre 1927 à Scandicci et mort dans la même ville le 16 décembre 2020, est un coureur cycliste italien, devenu ensuite directeur sportif.

## Biographie
Professionnel de 1950 à  1961, Waldemaro Bartolozzi remporte notamment le Tour de la province de Reggio de Calabre en 1959 et termine neuvième du Tour d'Italie 1956.
En France, il participe à Paris -Roubaix en 1953 et en 1959 qu'il termine à chaque fois  et au Tour de France 1959 qu'il termine aussi.
Après sa carrière, il devient directeur sportif de diverses équipes.

## Palmarès
- 1950
  - Tour de Lombardie amateurs
  - 3e de Florence-Viareggio
- 1951
  - 3e du Tour de la province de Reggio de Calabre
  - 3e du Grand Prix de l'industrie et du commerce de Prato
- 1952
  -  Champion d'Italie indépendants
  - 5e étape du Grand Prix de la Méditerranée (it)
  - 2e de Bolzano-Trente
  - 3e du Tour de Vénétie
  - 6e du Tour de Lombardie
- 1955
  - 3e du Tour des Alpes Apuanes
- 1956
  -  Champion d'Italie indépendants
  - 2e du Tour des Alpes Apuanes
  - 2e du Grand Prix Ceramisti
  - 3e du Trophée Matteotti
  - 9e du Tour d'Italie
- 1959
  - Tour de la province de Reggio de Calabre

## Résultats sur les grands tours

### Tour de France
1 participation
- 1959 : 57e

### Tour d'Italie
9 participations
- 1951 : 40e
- 1952 : 64e
- 1953 : abandon
- 1956 : 9e
- 1957 : 37e
- 1958 : 42e
- 1959 : 65e
- 1960 : 93e
- 1961 : 74e